# Équipe du Japon masculine de water-polo

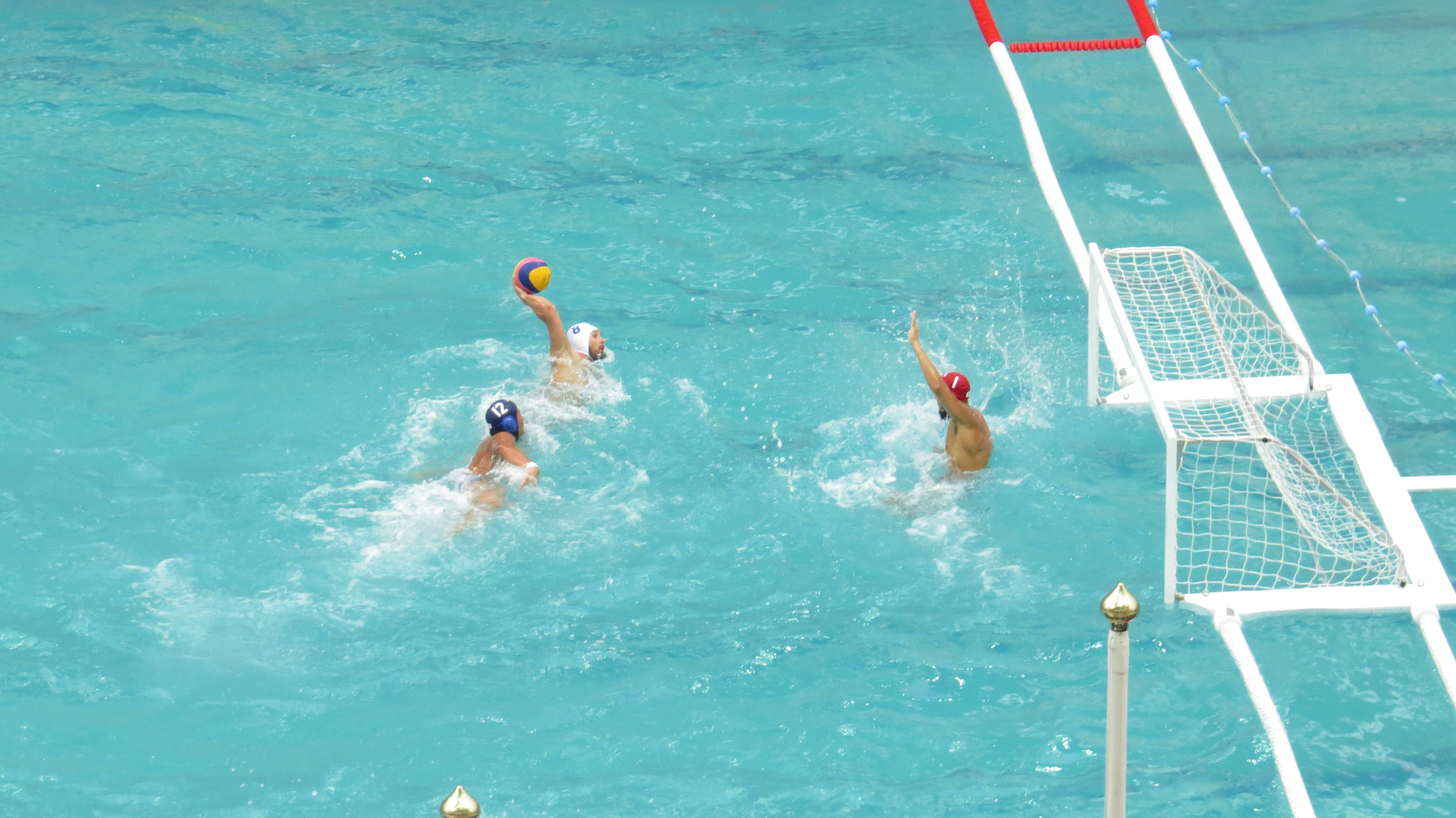
L'équipe de Water Polo japonaise au JO 2016 contre la Hongrie

L'équipe du Japon de water-polo masculin (en japonais, 水球男子日本代表) est la sélection nationale représentant le Japon dans les compétitions internationales de water-polo masculin. Elle est gérée par la Japan Swimming Federation (JASF).
Son meilleur résultat est une 4e place lors des Jeux olympiques de Los Angeles en 1932.

## Performances dans les compétitions internationales

### Jeux olympiques
- 1984 : 11e place
- 2016 : 12e place
- 2020 : 10e place
- 2024 : 11e place